# 土方豊義
土方 豊義（ひじかた とよよし）は、伊勢菰野藩の第4代藩主。
元禄2年（1689年）8月3日、第3代藩主・土方雄豊の嫡男・豊高の長男として江戸で生まれる。父が1698年に早世したため祖父の養子となり、宝永2年（1705年）の祖父の死去で跡を継いだ。ただし、若年のために叔父の久長が後見人とした。このとき、久長に1000石を分与したため、菰野藩は1万1000石となった。

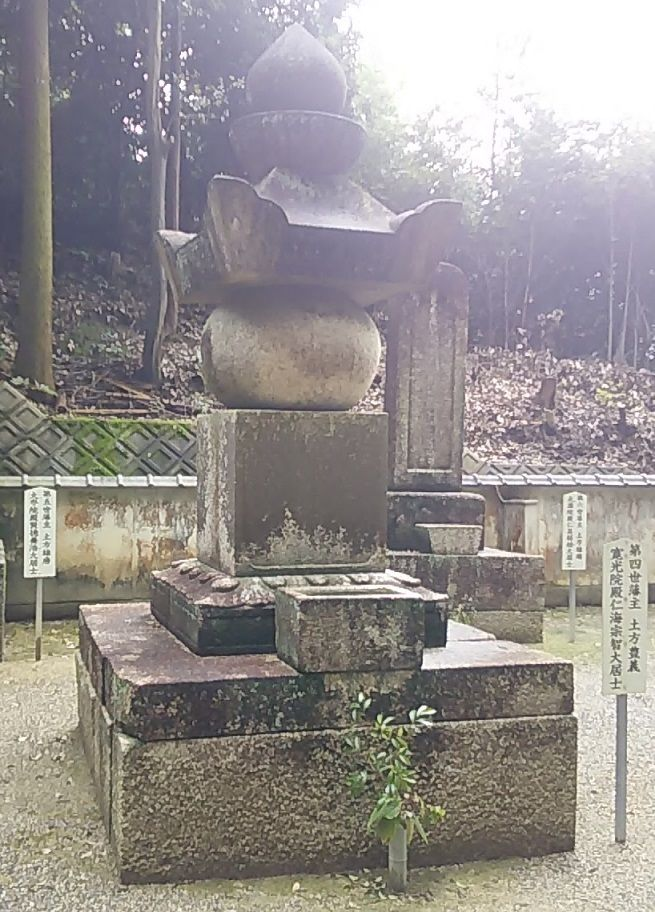
土方豊義の墓(菰野町見性寺)

享保3年（1718年）、大坂加番となったが、まもなく発病して享保4年（1719年）7月1日、在任中のまま大坂城で死去した。享年31。跡を長男の雄房が継いだ。

## 系譜
父母
- 土方豊高（実父）
- 織田長頼の娘（実母）
- 土方雄豊（養父）

正室
- 永井直敬の娘

側室
- 魏光院

子女
- 土方雄房（長男）生母は美代姫（正室）
- 土方雄端（次男）
- 織田信方正室
- 河鰭輝季正室
- 渡辺邦綱正室のち大久保忠肥継室